# Cham (Duitse gemeente)
Cham is een gemeente in de Duitse deelstaat Beieren. Het is de Kreisstadt van het Landkreis Cham. De stad telt 17.053 inwoners.
De plaatsnaam wordt in het Nederlands als kaam uitgesproken.

## Geografie

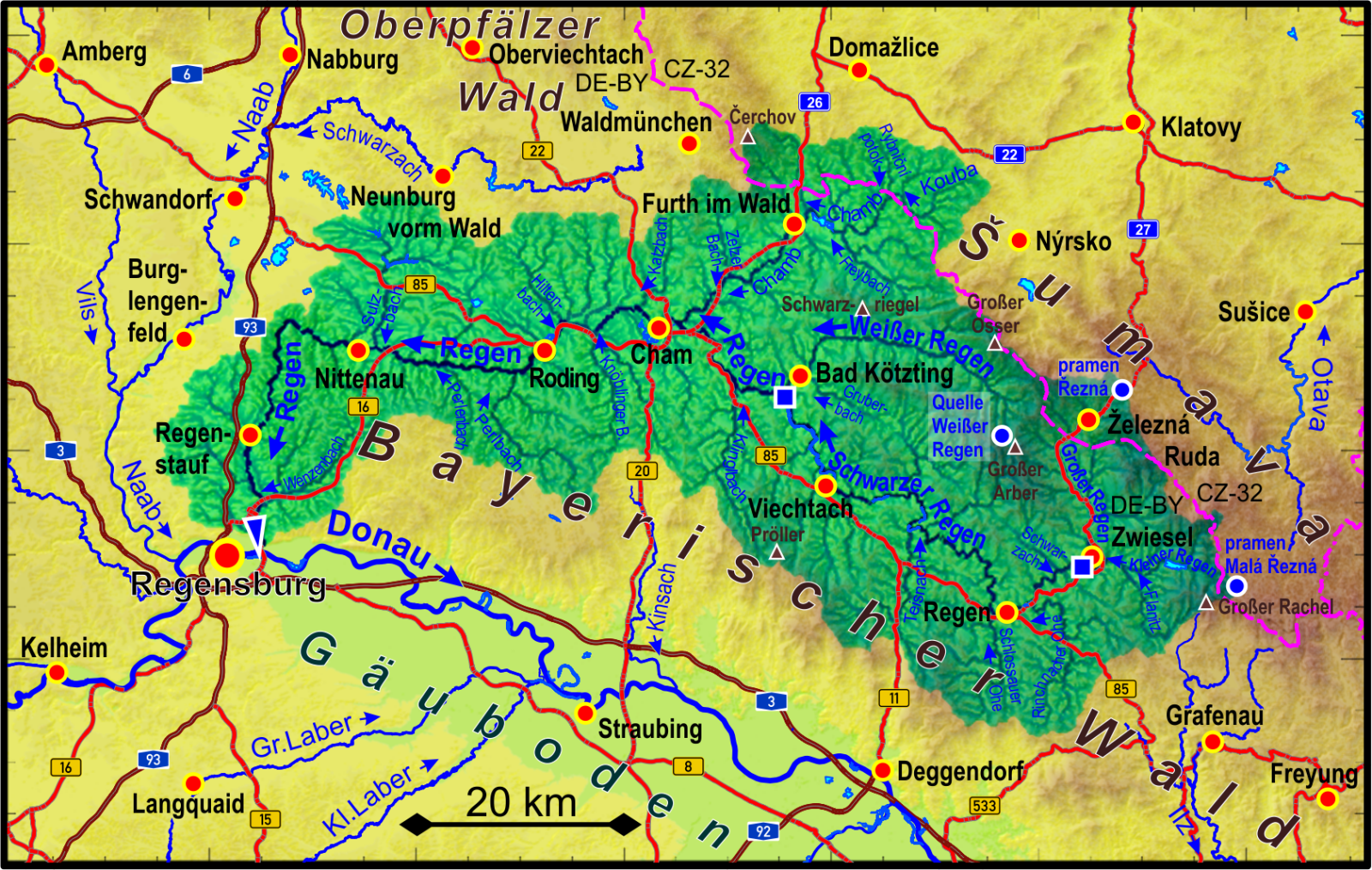
Stroomgebied van de Regen

Cham heeft een oppervlakte van 80,65 km² en ligt circa 50 kilometer ten noordoosten van Regensburg in het zuiden van Duitsland. Twintig kilometer ten noordoosten van Cham is de grens met Tsjechië, en nog 70 km verderop ligt de stad Pilsen. Cham ligt in het Naturpark Oberer Bayerischer Wald, een landschapspark in het noordelijk gedeelte van het Beierse Woud.
Het centrum van de stad Cham ligt in een bocht van de  rivier de Regen. De 51 km lange zijrivier Chamb (van oud-Keltisch: kromme rivier) stroomt te Cham in de Regen uit.

### Stadsdelen
De gemeente Cham bestaat uit de volgende 53 stadsdelen:
- de hoofdplaats, het stadje Cham
- de 4 Stadtteile Altenstadt, Janahof [2], Nunsting en Siechen
- de 4 parochiedorpen (Pfarrdörfer) Chammünster, Untertraubenbach, Vilzing en Windischbergerdorf
- de 3 kerkdorpen (Kirchdörfer) Haderstadl, Katzberg en Schönferchen
- de 28 (meest zeer kleine) dorpen zonder eigen kerkgebouw (Dörfer) Altenmarkt, Brückl, Brunn, Chameregg, Eichberg, Gutmaning, Haidhäuser, Hilm, Hof, Höfen, Kammerdorf, Katzbach, Kothmaißling (met station), Laichstätt, Loibling, Michelsdorf[3], Oberhaid, Ponholzmühle, Ried am Pfahl, Rissing, Schachendorf, Scharlau, Schlammering, Schlondorf, Stadl, Tasching, Wackerling en Wulfing
- de 7 gehuchten (Weiler) Ellersdorf, Hanzing, Loch, Quadfeldmühle, Ried am Sand, Selling en Thierlstein (met kasteel)
- de 6 Einöden[4] Ammerlingshof, Gredlmühle, Haidmühle, Kühberg, Lamberg en Neumühl.

### Naburige gemeentes
- In het noorden: Waffenbrunn en Willmering
- In het noordoosten: Weiding
- In het oosten: Runding en Chamerau
- In het zuidoosten: Zandt
- In het zuiden: Traitsching
- In het zuidwesten: Schorndorf
- In het westen: Roding
- In het noordwesten: Pemfling, en Verwaltungsgemeinschaft Stamsried, deelgemeente Pösing.

## Infrastructuur, verkeer

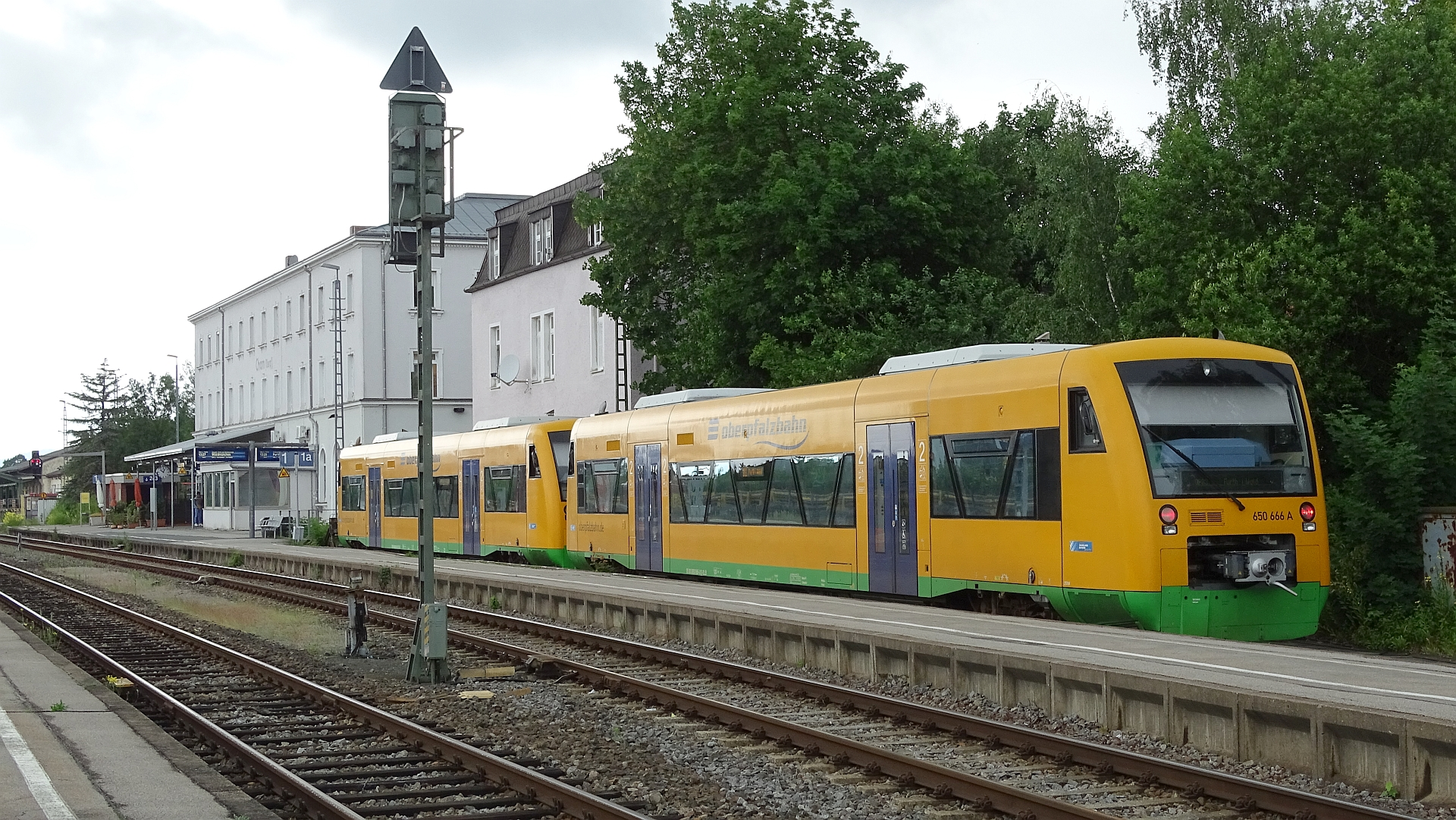
Station
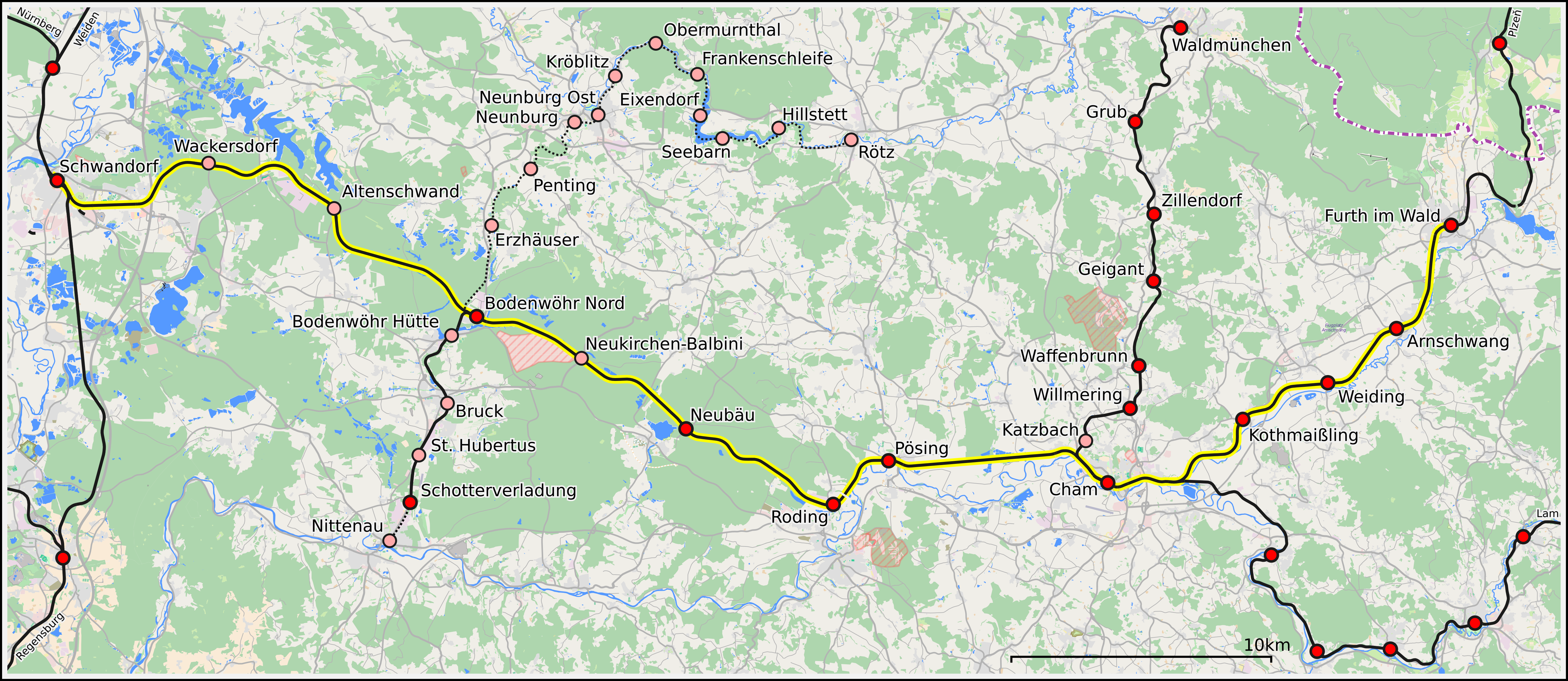
Kaart spoorlijn Schwandorf–Furth im Wald
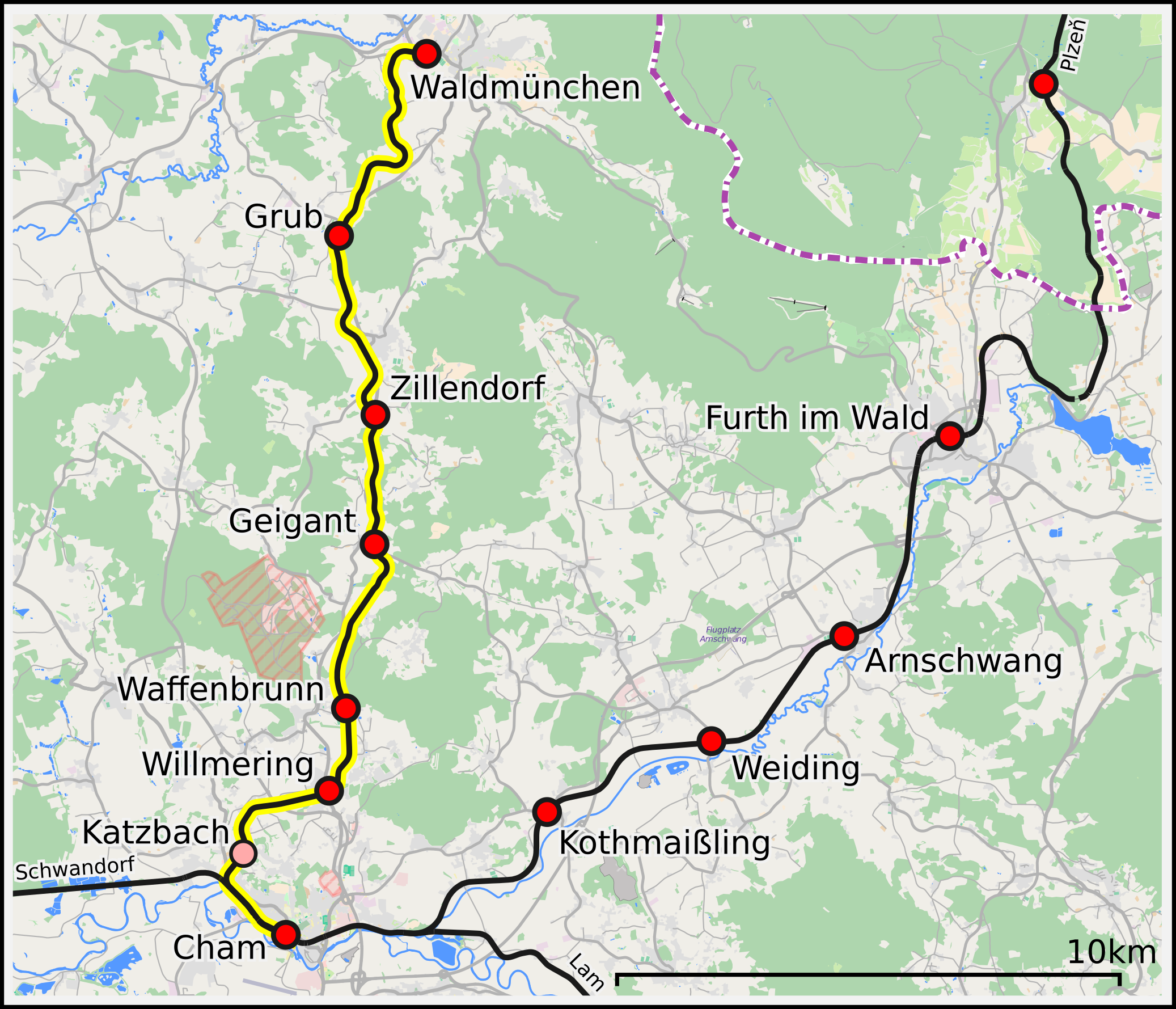
Kaart spoorlijn Cham–Waldmünchen
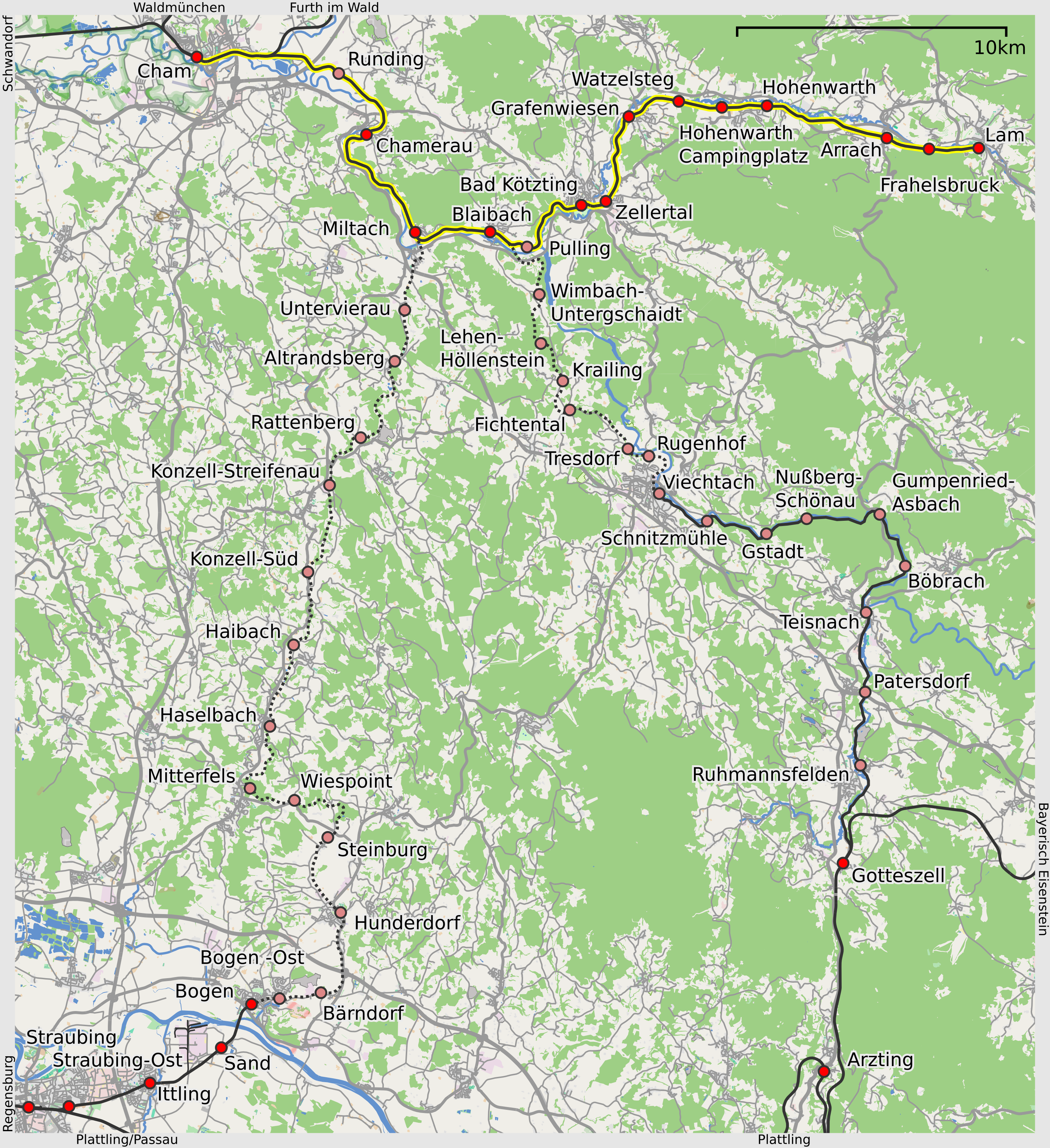
Kaart spoorlijn Cham–Bad Kötzting-Lam

Te Cham komen drie Bundesstraßen samen: de Bundesstraße 85 (Amberg–Schwandorf–Passau), de Bundesstraße 22 (Bayreuth–Weiden–Oberviechtach–Cham) en de  Bundesstraße 20 (Straubing–Furth im Wald).
Station Cham, officieel genaamd Bahnhof Cham (Oberpfalz), iets ten westen van het centrum, ligt aan een spoorlijn Schwandorf–Furth im Wald v.v. en aan twee kleinere spoorlijnen van en naar Waldmünchen, respectievelijk Bad Kötzting en Lam. Zie bovenstaande kaarten. Aan de lijn naar Furth im Wald  heeft ook stadsdeel Kothmaißling een klein station.
Cham heeft twee stadsbuslijnen, waarvan er één ook de buitenwijken en enige om Cham heen liggende dorpen aandoet.

## Economie
- De stad huisvest een aantal middelgrote familiebedrijven, die elektronische machine-onderdelen en hulpmaterialen verhandelen. Daarnaast huisvesten de vooral ten zuiden van de stadskern en van de rivier gelegen bedrijventerreinen talrijke ondernemingen van lokaal en regionaal midden- en kleinbedrijf.
- Vanwege de bezienswaardige, historische binnenstad en de fraaie omgeving is Cham een toeristische plaats van betekenis.

- Sedert 1959 is er een belangrijke kazerne van de Bundeswehr in Cham gevestigd.

## Geschiedenis

De marken Nabburg en Cham in 1055
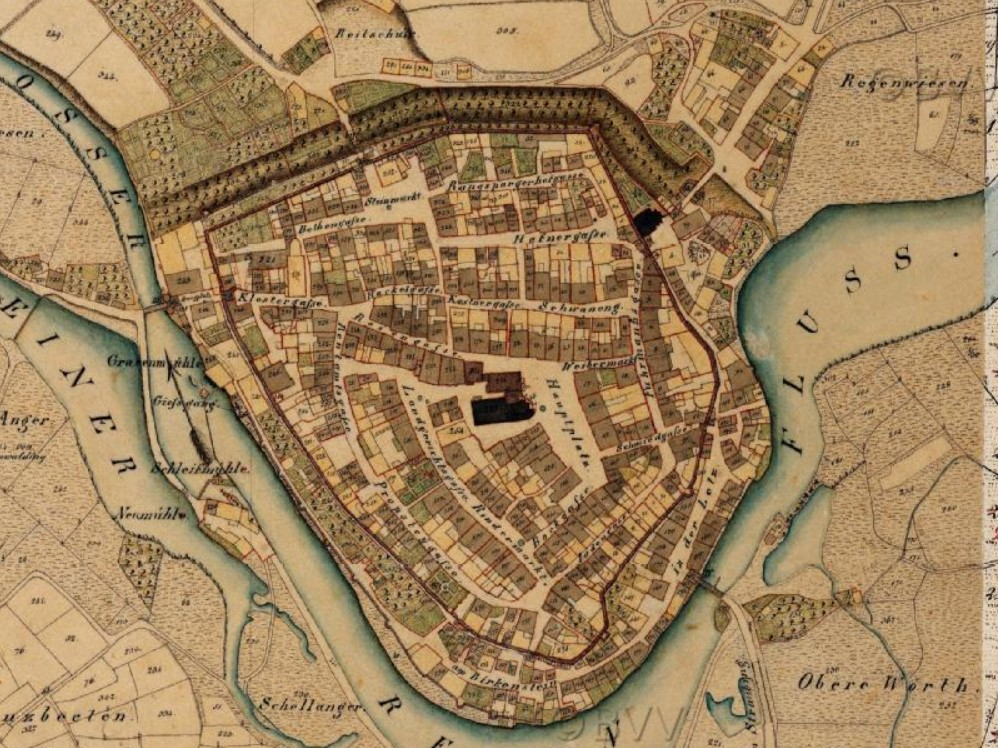
Plattegrond uit 1831 van Cham, duidelijk gelegen in de rivierbocht
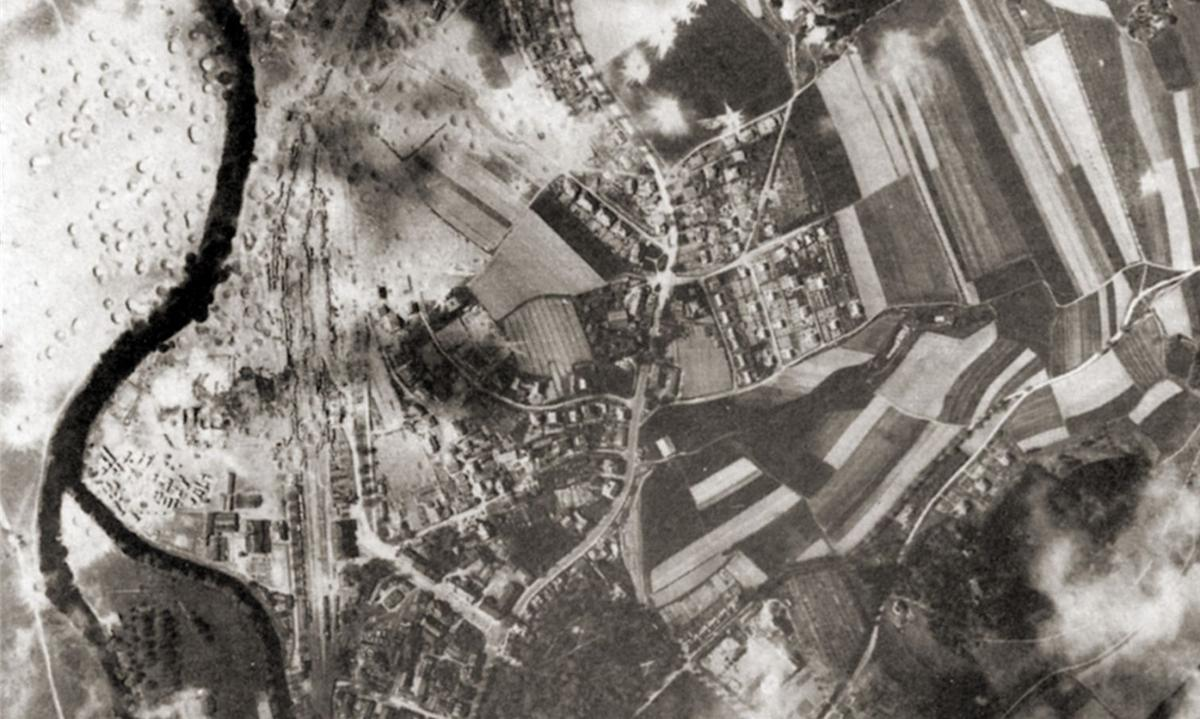
Luchtfoto 18 april 1945, Station Cham na het bombardement

Een door archeologische vondsten in Zuid-Duitsland en Oostenrijk bekende cultuur uit het late Neolithicum (3500-2700 v.Chr.) is naar Cham genoemd (Chamer Kultur).
De stad heet naar de bocht in de Regen, waar zij is ontstaan, of naar de kromme rivier, de Chamb, die er in de Regen uitmondt. De naam Cham is van Keltische origine en betekent: krom. Reeds in 748 stichtten benedictijner monniken het klooster van het naburige Chammünster. Dit was een dochterklooster van de Abdij van Sankt Emmeram nabij Regensburg. Zeker al in 976 was Cham officieel een stad. Het was hoofdstad van een -op de grens met Bohemen gelegen- Markgraafschap Camma, dat in 1204 door erfenis aan het Huis Wittelsbach kwam. In stadsdeel Altenstadt van Cham, op een locatie die tegenwoordig Schwedenschanze wordt genoemd, heeft van plm. 900 tot in de 13e of 14e eeuw een walburcht gestaan. Deze werd Reichsburg Cham genoemd en lag op de 452 m hoge Galgenberg, ten oosten van de huidige stadskern. In 1344 liep Cham veel schade op door een stadsbrand.
In 1429 werd er zwaar om de stad gevochten tijdens de Hussietenoorlogen. De Hussieten slaagden er niet in, Cham te veroveren.
De Wittelsbacher heren (in de eerste helft van de 16e eeuw zwaaide Otto Hendrik van de Palts de scepter) waren vanaf 1555 evangelisch-luthers, wat tot gevolg had, dat de gehele bevolking ook tot het protestantisme moest overgaan. Otto's opvolger, Frederik III van de Palts, voerde vanaf 1559 zelfs het calvinisme in, wat tot een beeldenstorm rond 1560 en andere troebelen leidde. Vanaf 1576 werd de streek onder Lodewijk VI van de Palts weer luthers. In 1628 werd door de rekatholisering van Beieren de bevolking gedwongen weer tot de Rooms-Katholieke Kerk bekeerd. Tegenwoordig is circa 80% van de christenen in Cham rooms-katholiek. 
In de Dertigjarige Oorlog (1618-1648) had het vestingstadje Cham veel te lijden; het veranderde vijf maal van heer. Na de Spaanse Successieoorlog (1715) kwam het stadje aan het Keurvorstendom Beieren en na de Napoleontische periode aan het Koninkrijk Beieren. In 1742 werd de stad tijdens oorlogshandelingen in brand gestoken en grotendeels verwoest, maar daarna spoedig herbouwd.
In 1861 verkreeg Cham aansluiting op het spoorwegnet. Totdat in 1877 een andere route beschikbaar kwam, was de houtvlotterij op de rivier de Regen voor Cham van economische betekenis.
Op 18 april 1945, aan het eind van de Tweede Wereldoorlog, werd het station en spoorwegemplacement van Cham door een luchtbombardement van de geallieerden verwoest; daarbij vielen tientallen burgerslachtoffers. Korte tijd later werd Cham door Amerikaanse troepen bezet. Na de oorlog werd de stad toevluchtsoord van duizenden Heimatvertriebene , uit met name het Sudetenland, alsmede veel andere vluchtelingen en displaced persons.

## Bezienswaardigheden, toerisme
- Cham bezit een, ondanks een stadsbrand in de 18e eeuw, goed bewaarde historische stadskern.
- De gotische Sint-Jacobskerk van Cham heeft een bezienswaardig,  barok interieur.
- Dit geldt ook voor de zeer bezienswaardige kerk Maria Hemelvaart te Chammünster.
- Uit 1514 dateert de Ziekenhuiskerk H. Geest (Spitalkirche) in de stad.
- Het Cordonhaus herbergt het stedelijke museum, met veel aandacht voor beeldende kunst.
- In Cham staat een aan de avantgardistische kunstenaars van de Gruppe SPUR (1958 - 1965) gewijd museum. Het is in een 16e-eeuws gebouw gevestigd,  dat in vroeger eeuwen  als armenhuis dienst heeft gedaan.
- Kasteel Thierlstein, waarvan de uit 1360 daterende bergfried er nog staat, heeft in de 19e en 20e eeuw als bierbrouwerij, horecagelegenheid en boerderij dienst gedaan. Enkele vertrekken in het kasteel zijn op afspraak, of op de dag van de jaarlijkse kerstmarkt, te bezichtigen[8]. De bierbrouwerij bestaat nog.
- In de omgeving van Cham kan men excursies maken naar het Beierse Woud. De hoogste toppen van dit gebergte liggen echter meer dan 10 km van de stad vandaan.

## Afbeeldingen

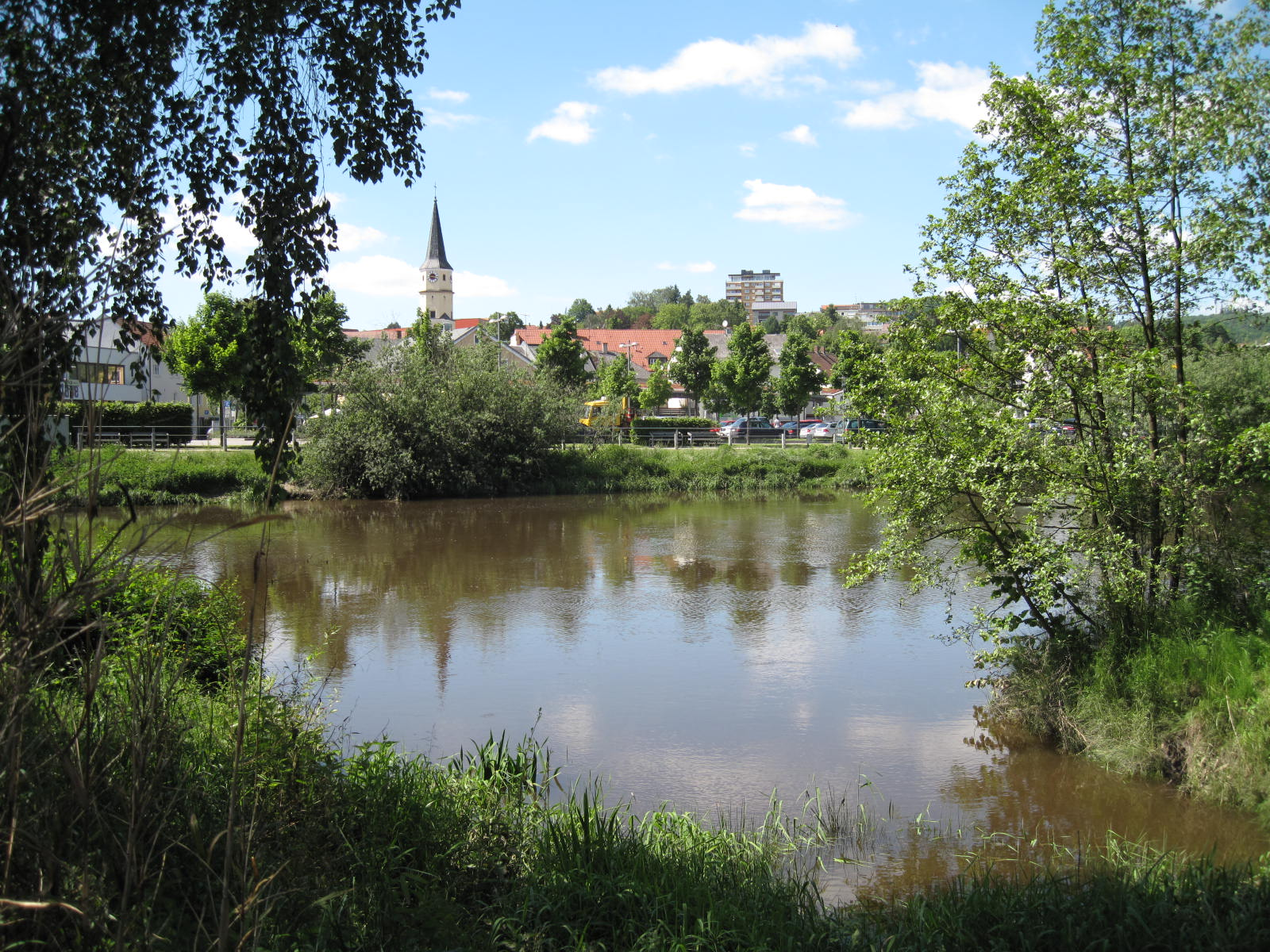
De rivier Regen bij Cham
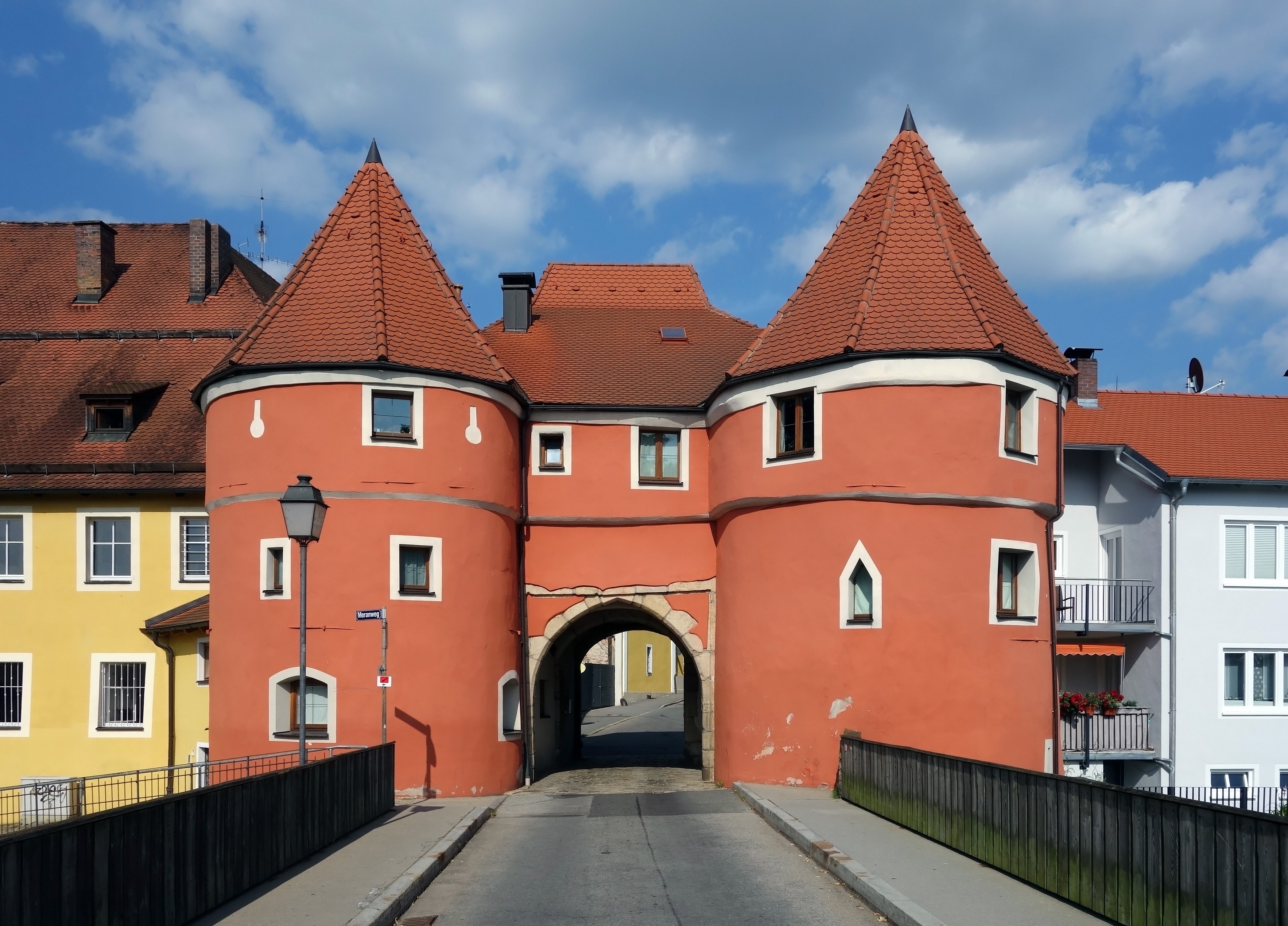
Stadspoort Biertor (1430)
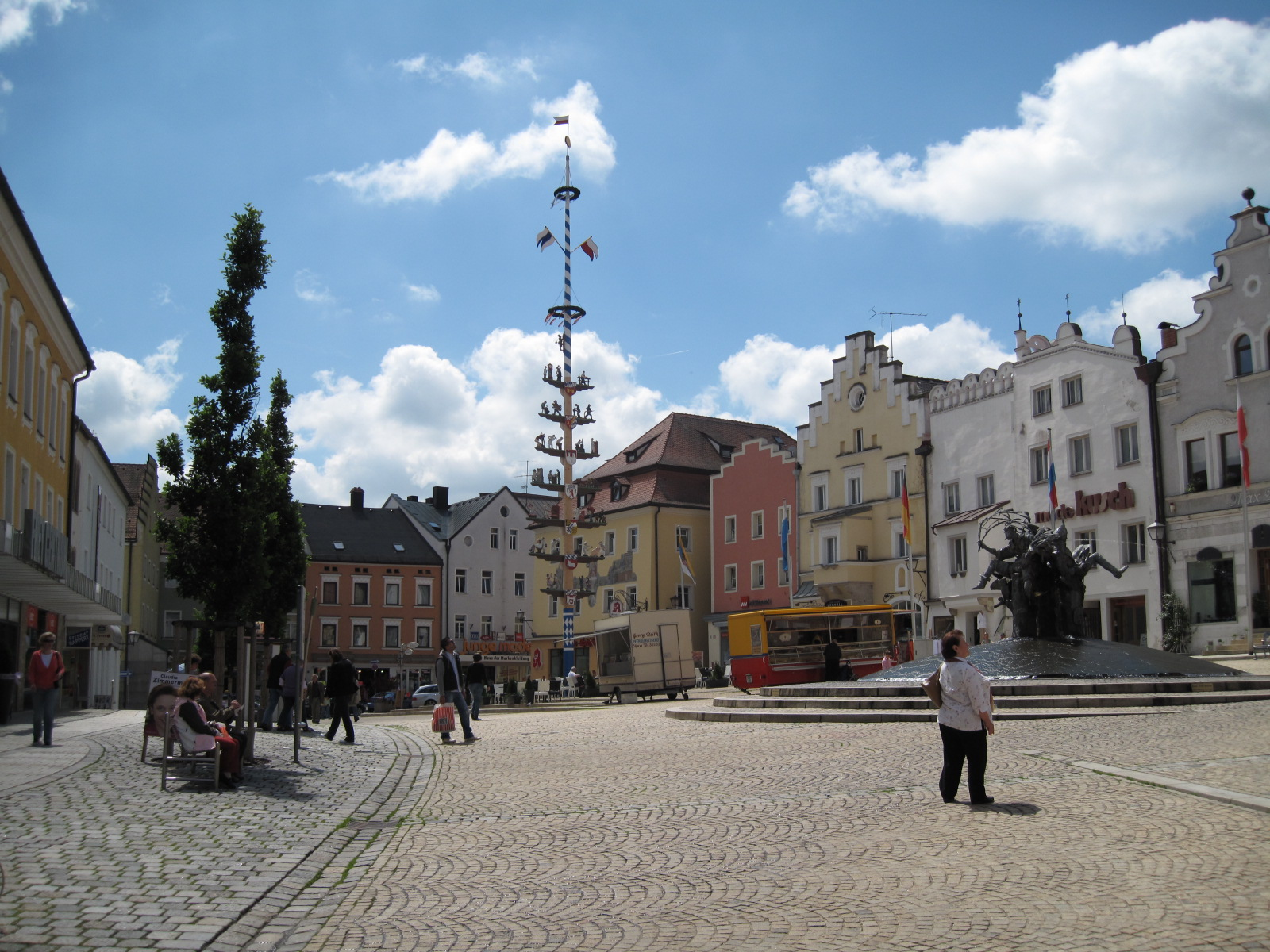
Marktplein
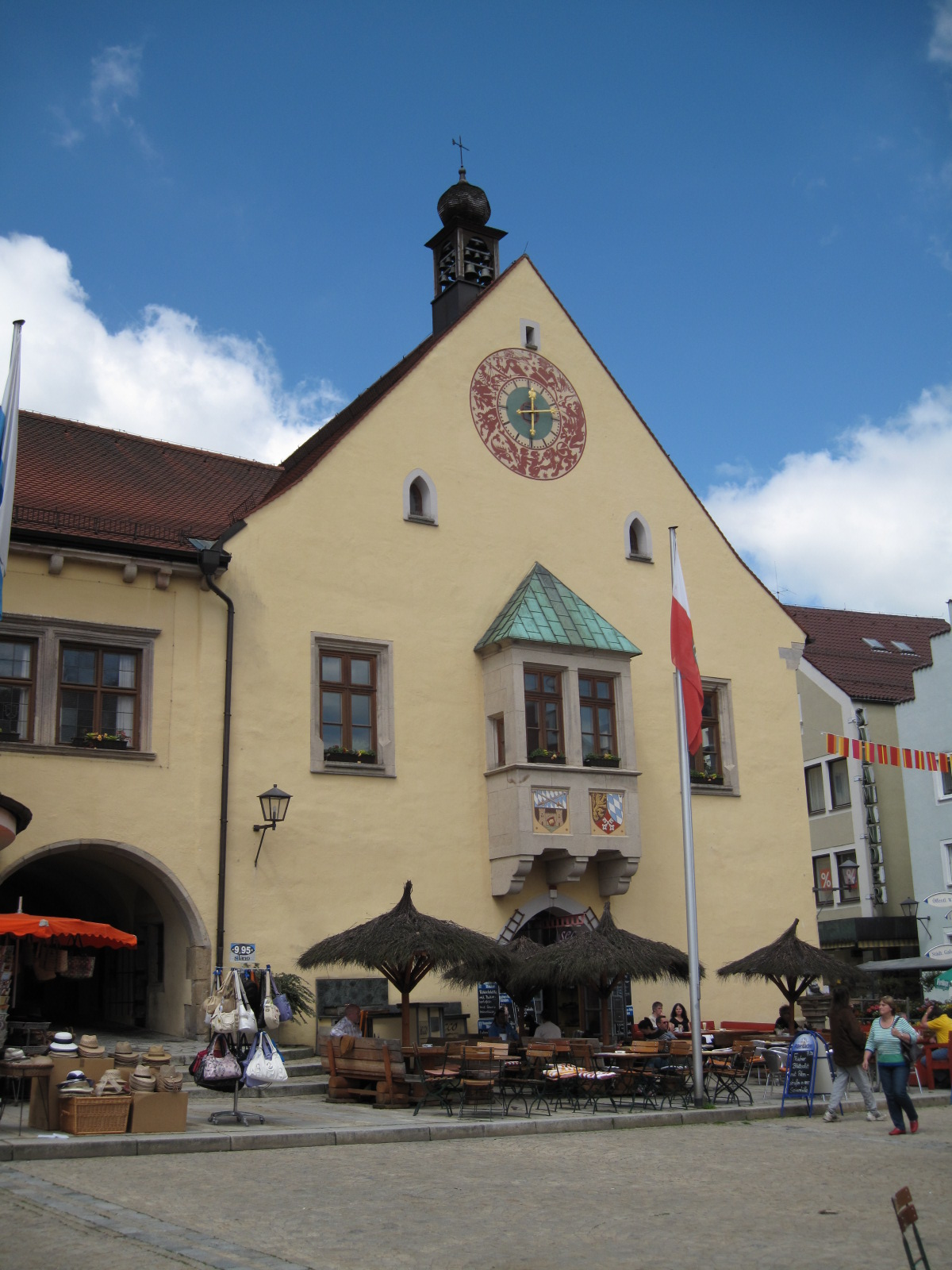
Stadhuis (15e-19e eeuw)
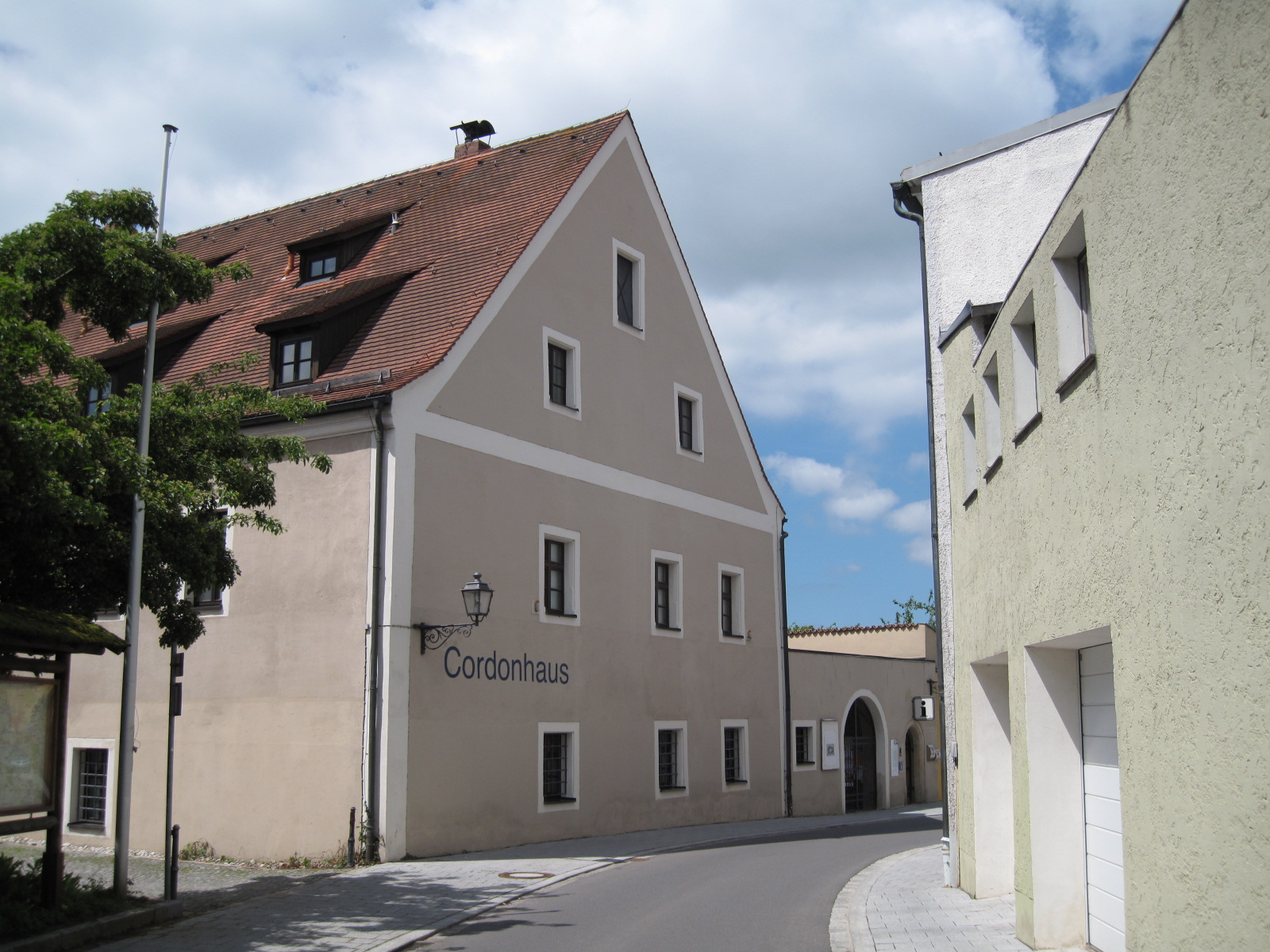
Het Cordonhaus (16e-18e eeuw)
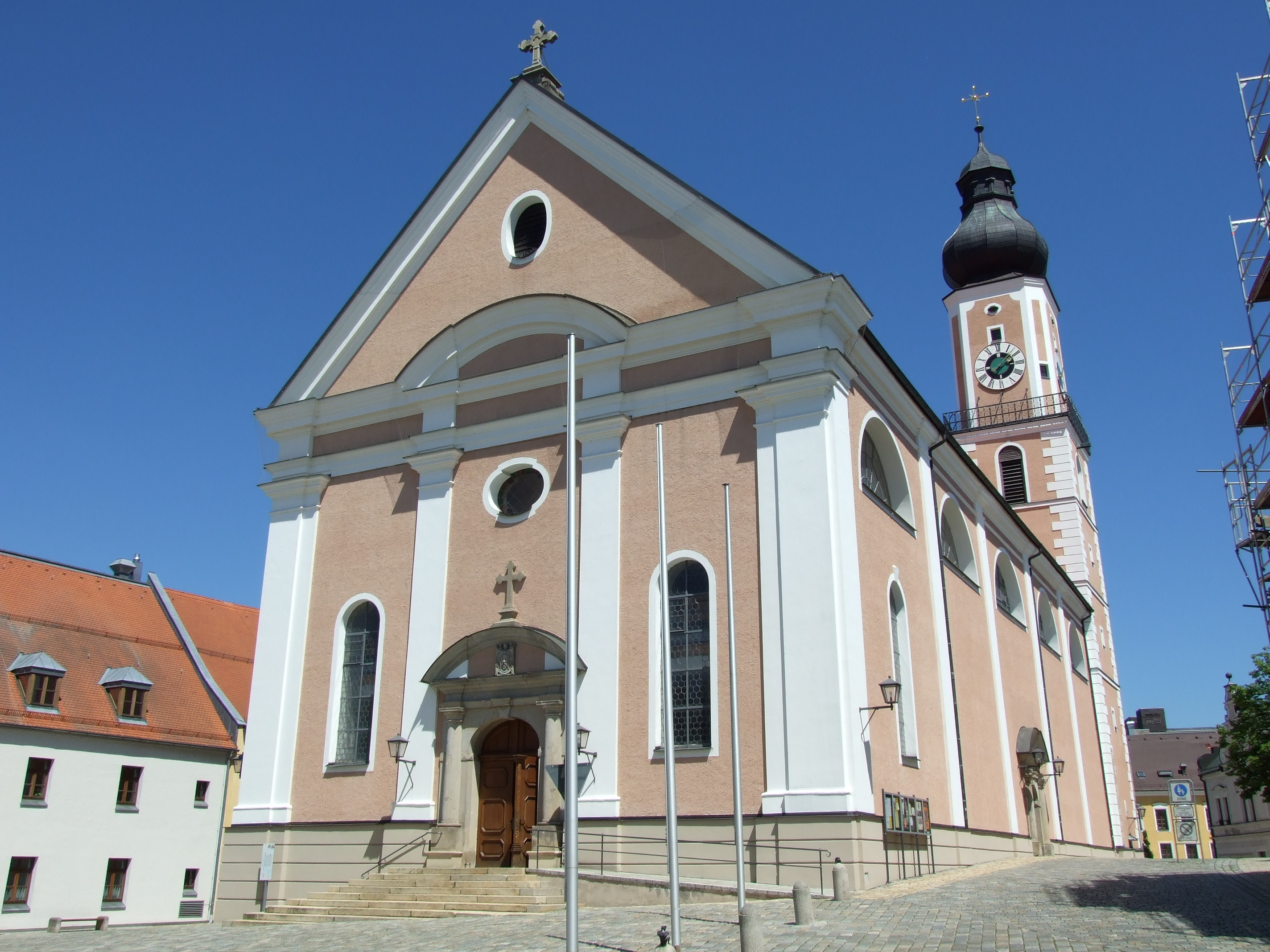
St. Jacobskerk
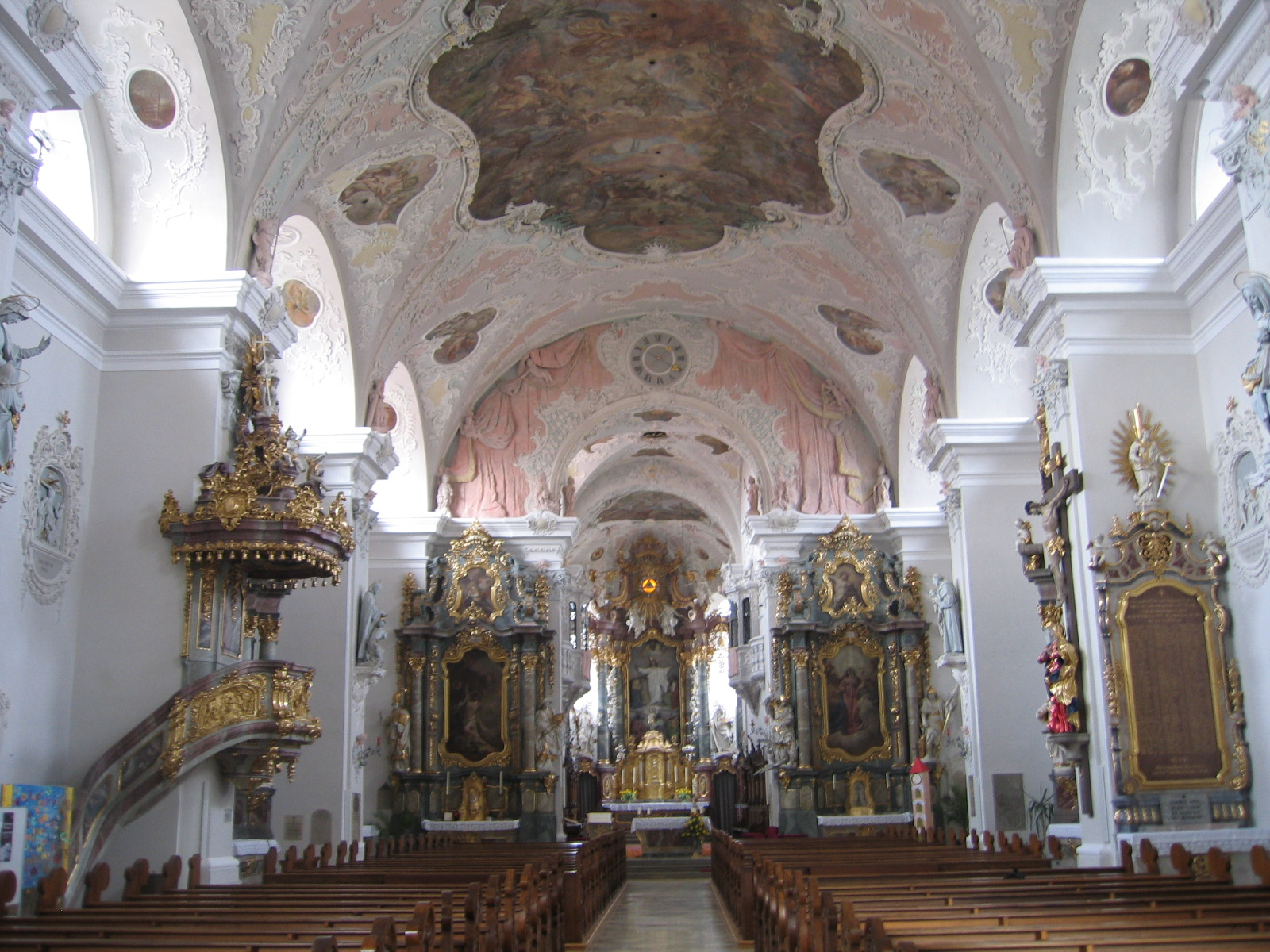
Interieur van deze kerk
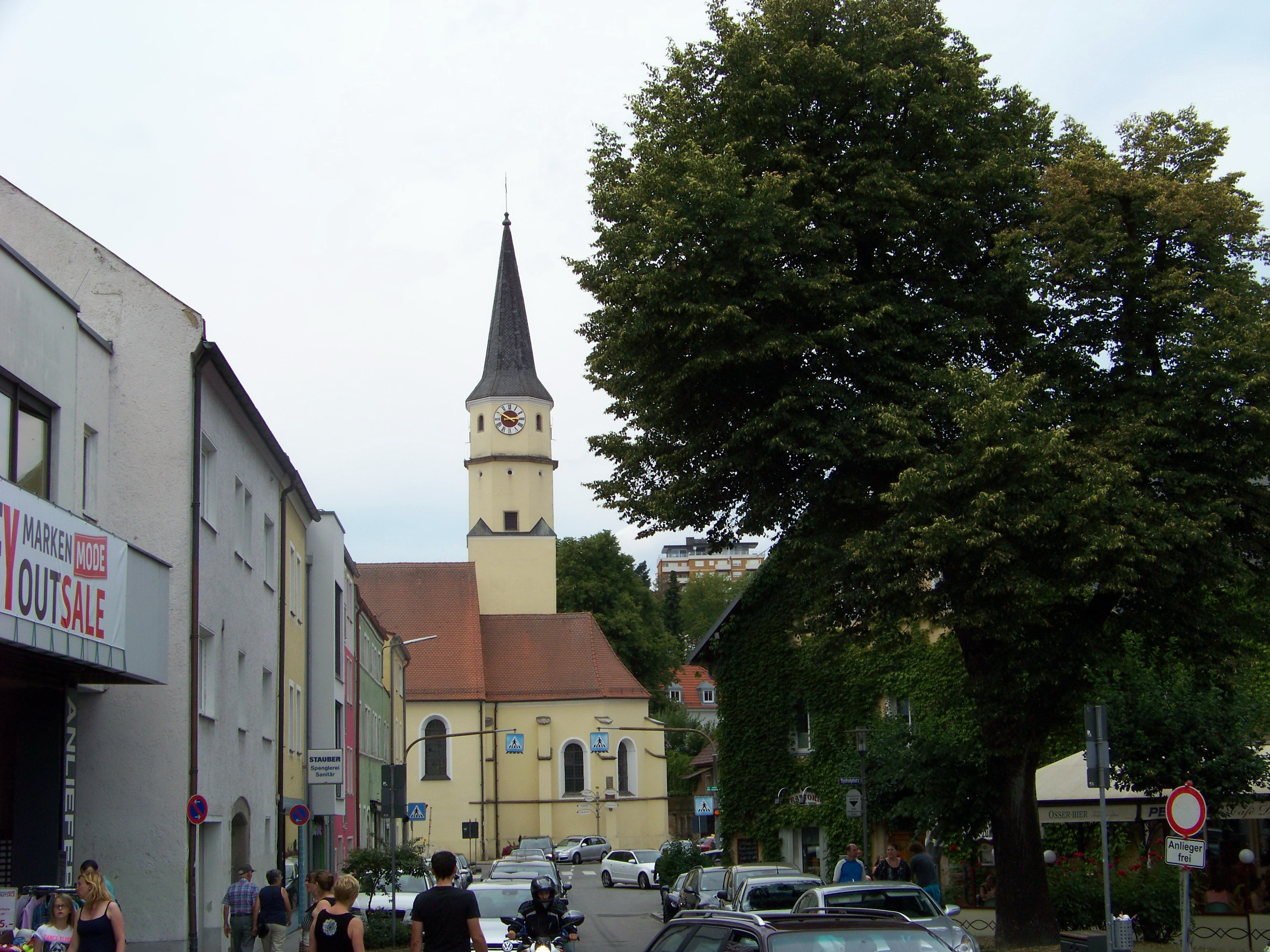
Spitalkirche (Ziekenhuiskerk)
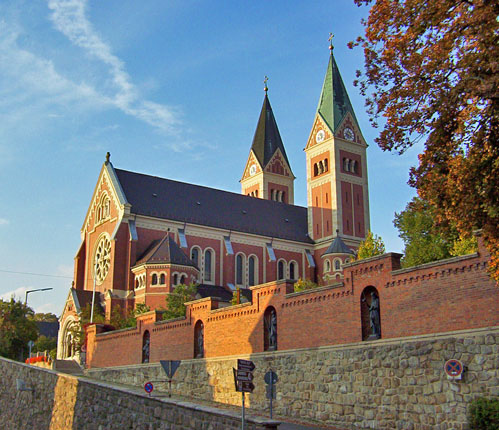
Kloosterkerk Maria Hilf (1909)
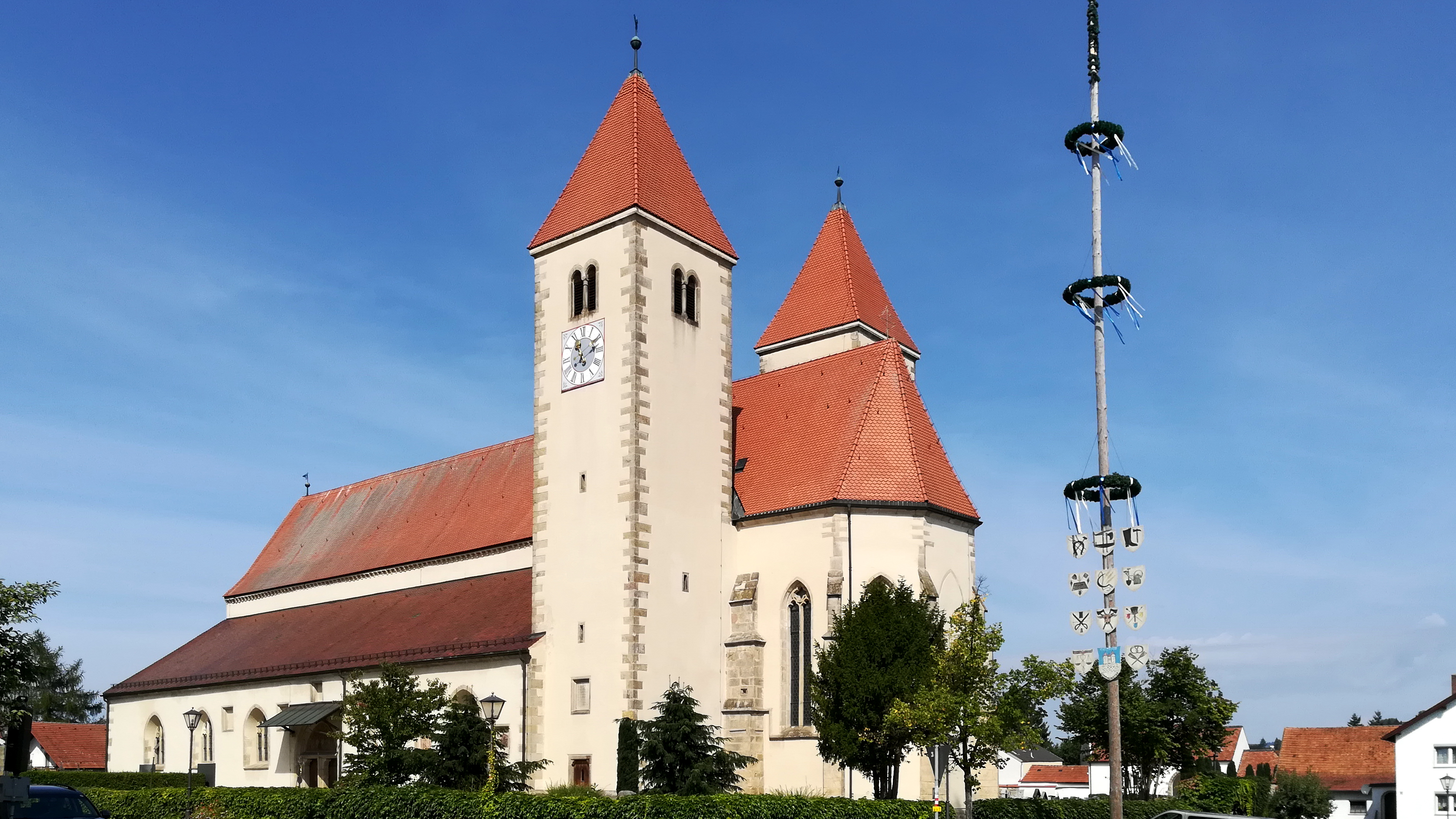
Maria-Hemelvaartkerk, Chammünster
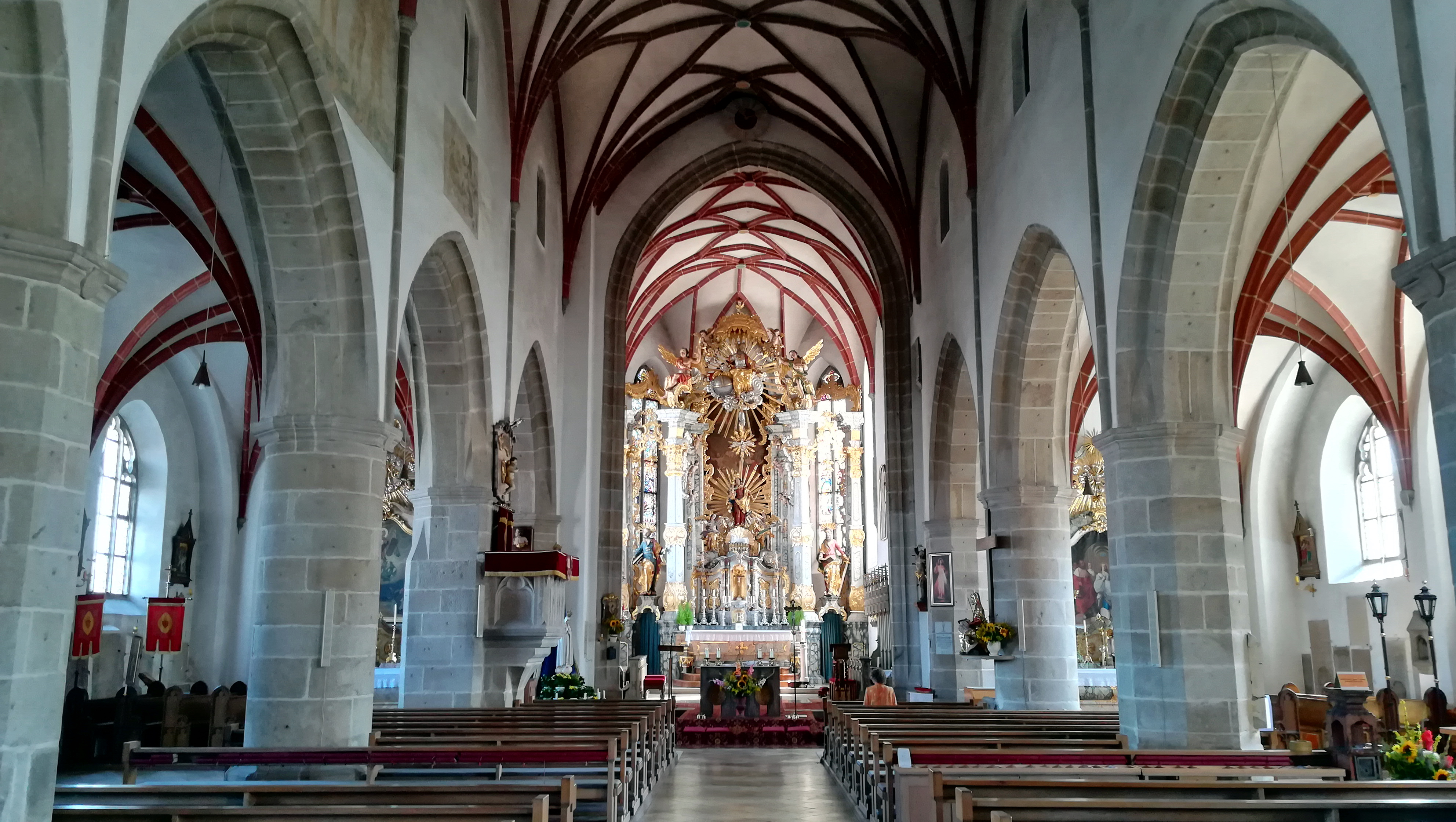
Interieur van deze kerk
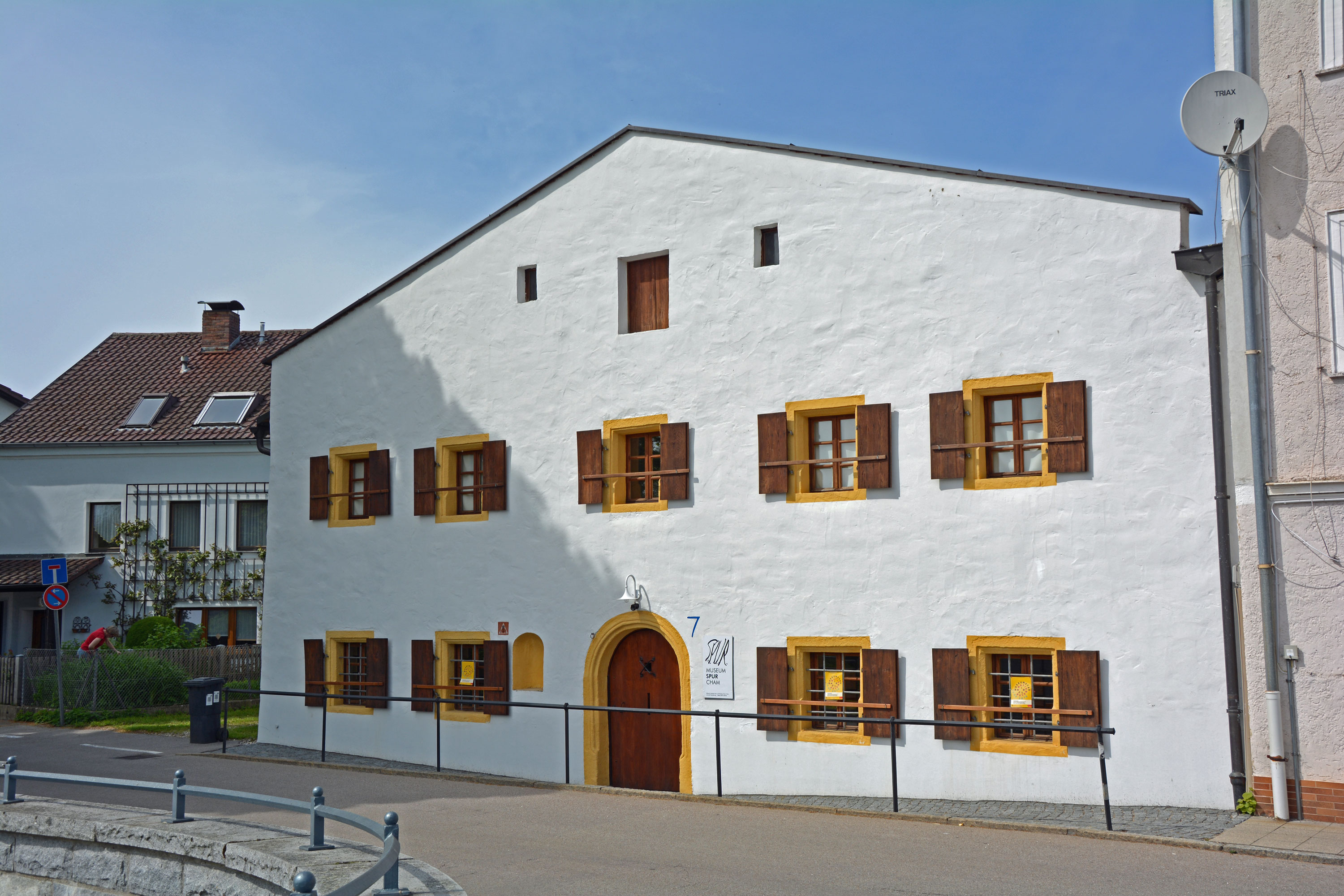
Museum Spur
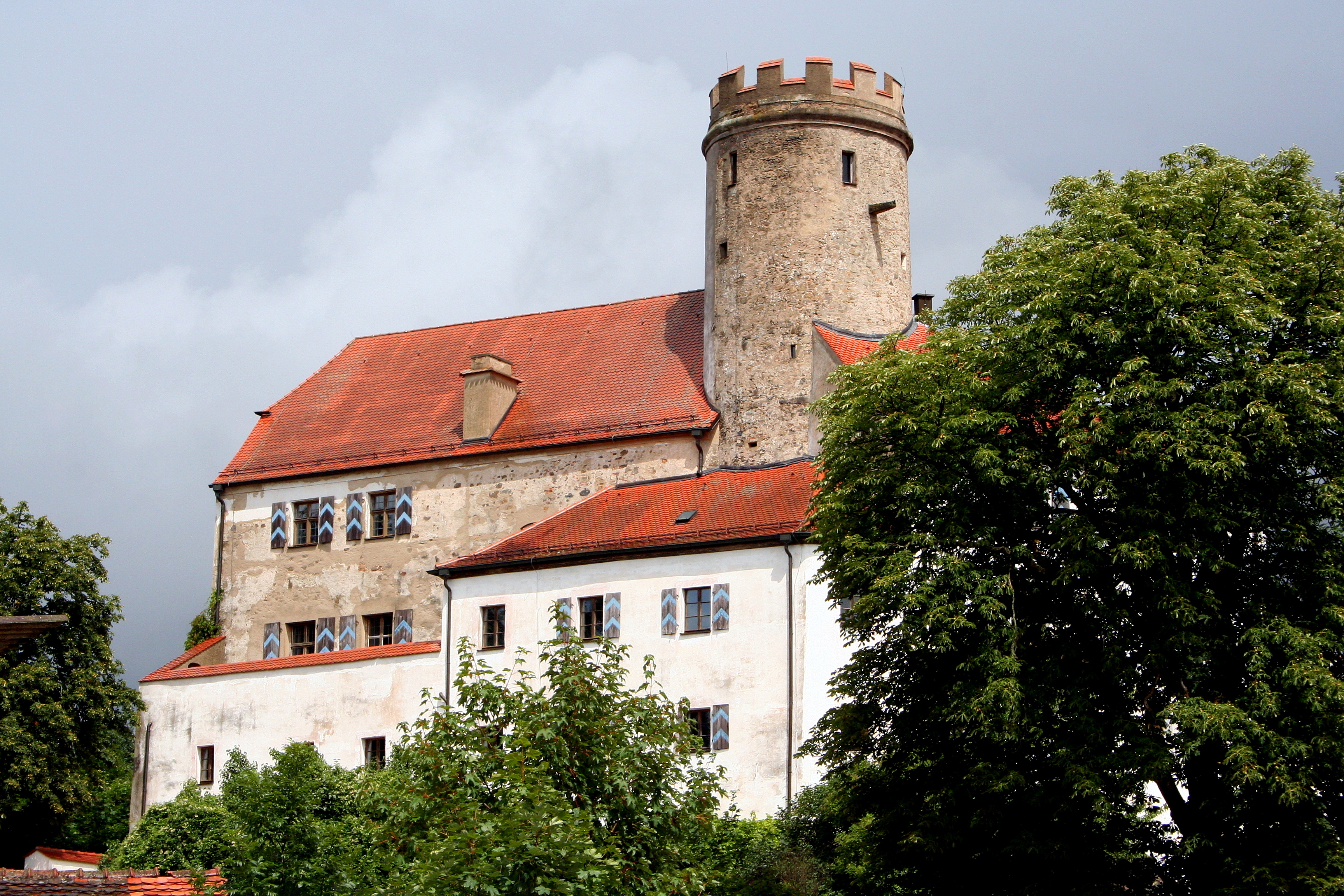
Kasteel Thierlstein

## Stedenbanden
Cham onderhoudt stedenbanden met:
- Cham (Zwitserland) (Zwitserland)
- Klatovy (Tsjechië)
- Zele (België)

## Geboren in Cham
- Nicolas Luckner (1722 - 1794), Frans officier
- Karl Stern (1906-1975 in Canada), psychiater, neuroloog en schrijver van joodse origine, schreef een autobiografie The Pillar of Fire (1951) die in Canada een bestseller werd; te Cham is een straat naar hem genoemd
- Julie Schmitt (1913-2002), succesvol turnster
- Christoph Janker (1985) oud-profvoetballer
- Leonie Burger, artiestennaam: Leony (25 juni 1997), popzangeres, songwriter